# Cowlington (Oklahoma)
Cowlington es un pueblo ubicado en el condado de Le Flore en el estado estadounidense de Oklahoma. En el año 2010 tenía una población de 155 habitantes y una densidad poblacional de 64,58 personas por km².

## Geografía
Cowlington se encuentra ubicado en las coordenadas 35°18′26″N 94°47′29″O / 35.30722, -94.79139 (35.307146, -94.791413).

## Demografía
Según la Oficina del Censo en 2000 los ingresos medios por hogar en la localidad eran de $16,591 y los ingresos medios por familia eran $19,167. Los hombres tenían unos ingresos medios de $16,875 frente a los $23,125 para las mujeres. La renta per cápita para la localidad era de $9,323. Alrededor del 9.6% de la población estaban por debajo del umbral de pobreza.